# Nepiothericles uvarovi
Nepiothericles uvarovi är en insektsart som beskrevs av Marius Descamps 1977. Nepiothericles uvarovi ingår i släktet Nepiothericles och familjen Thericleidae. Inga underarter finns listade i Catalogue of Life.